# Phare du Lac Borgne
Le phare du Lac Borgne (en anglais : Lake Borgne Light), était un phare situé à l'entrée du Lac Borgne  dans le comté de Hancock au Mississippi.

## Histoire
Le phare du lac Borgne était situé à l'entrée du lac Borgne, à l'est de Heron Bay. Il a été construit en 1889 pour remplacer un ancien phare de l'île St. Joseph, plus à l'est (St. Joseph Island Light (en)).
Le phare de type screw-pile lighthouse reposait sur une fondation dans le marais et était accessible par une passerelle en bois. Il était équipé d'une lentille de Fresnel de cinquième ordre. La maison a été détruite par l'ouragan du Mississippi en 1906 mais a été reconstruite. Il a été désactivé en 1937 et abandonné. Sa fondation encore existante est marquée comme un danger sur les cartes actuelles.

Identifiant : ARLHS : USA-424 .

### Lien connexe
- Liste des phares du Mississippi